# Канепс, Фрицис
Вольдемарс Фрицис Канепс (латыш. Voldemārs Fricis Kaņeps; родился 28 июня (10 августа) 1916 года, Виндава, Германская империя — 30 ноября 1981 года, Стайцеле, Латвийская ССР, СССР) — латвийский и советский футболист. Самый заметный игрок из Вентспилса в довоенном латвийском футболе. Лучший бомбардир чемпионата Латвии в сезонах 1937/38 и 1939/40. Также лучший бомбардир квалификации на чемпионат мира 1938 года вместе с Дьюлой Женгеллером.

## Карьера
Родился в Вентспилсе в семье Карлиса Канепса и Лавизе (в девичестве — Поле). Его брат, Жанис Канепс (1918—?), также играл в футбол за Вентспилс Спарс. После Второй мировой войны на Запад уехали родители Фрициса Канепса, а также его сестра Анна Альвине (1919—?, в девичестве — Раса).
Летом 1938 года он тяжело заболел воспалением лёгких, был помещен в Рижский военный госпиталь, и некоторое время не мог заниматься спортом. В 1939 году он прошел срочную службу в латвийской армии.
Во время Второй мировой войны Канепс много болел, а также получал травмы, и из-за этого ему удалось избежать призыва в немецкую армию до 1944 года. В этому году его поставили на охрану советских военнопленных, что привело к его аресту и депортации в Сибирь в 1945 году. Из ссылки вернулся только после смерти Сталина. После ссылки Канепсу не разрешили жить и работать в Риге, но во время ссылки он познакомился с женщиной из Алои и, вернувшись в Латвию, поселился в Стайцеле, где и провел остаток своей жизни. Фрицис Канепс умер 30 ноября 1981 года. Похоронен на городском кладбище Алои.
Также играл в баскетбол за Ригас ФК.

## Достижения

### Командные
- Чемпион Латвии: 1936, 1939/40
- Обладатель Кубка Латвии: 1937, 1939

### Сборная Латвии
- Кубок Балтики: 1937

### Личные
- Лучший бомбардир чемпионата Латвии: 1937/38, 1939/40
- Лучший бомбардир квалификации на ЧМ-1938 (5 мячей, вместе с Дьюлой Женгеллером)